# بليكسة غينيا الجديدة
بليكسة غينيا الجديدة (الاسم العلمي:Blyxa novoguineensis) هي نوع من النباتات يتبع جنس البليكسة من الفصيلة الحب المائية.